# Fruit de llavor

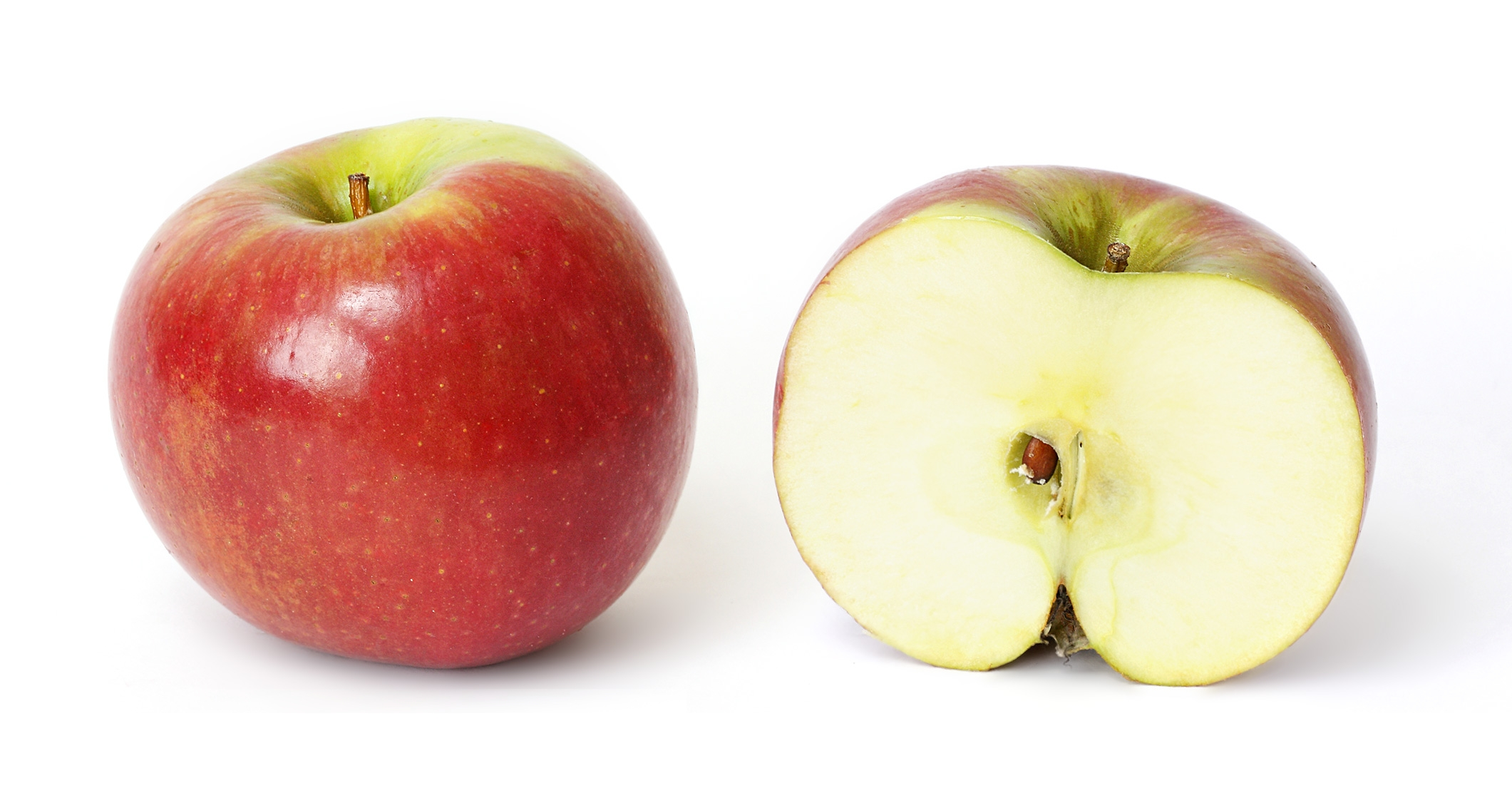
Una poma seccionada mostra les seves llavors

Els fruits de llavor en fruticultura (en castellà Frutos de pepita) es refereix al fruit de les pomàcies que inclou la pomera, perera i el codonyer.
Els fruit de llavor són del tipus pom (del llatí pomum = poma) qué és un tipus de fruit complex. El pom està compost de cinc o més carpels en els quals l'epicarpi forma una capa discreta. El mesocarpi és normalment carnós, i l'endocarpi forma un embolcall al voltant de la llavor. La part externa de l'endocarpi és la part més comestible d'aquestes fruites que provenen del receptacle floral i altres parts, de la flor, l'endocarpi correspon al que s'anomena popularment "el cor" i conté les llavors. L'ovari és infer en les flors dels fruits de llavor al contrari del que passa en els fruits de pinyol que tenen l'ovari súper.